# Motiongate Dubai
Motiongate Dubai is een attractiepark in Dubai. Het attractiepark opende 26 december 2016 en is onderdeel van Dubai Parks and Resorts. Het attractiepark is verdeeld over vijf themagebieden die allen verwijzen naar de filmwereld. De attracties verwijzen naar bekende films zoals Shrek, Ghostbusters en De Smurfen. Het park telt anno 2023 zeven achtbanen, waarvan er drie extreem zijn.